# Drolerie
Drolerie (franc. drôlerie od slova drôle, směšný, v překladu taškařice) jsou drobné žertovné obrázky na okrajích starých iluminovaných rukopisů. V širším významu slova jsou jako drolerie označovány i démoni a draci na hlavicích románských sloupů, řezby s fantaskními motivy (např. u chrámových lavic), chrliče gotických chrámů nebo plastické doplňky architektury, zobrazující nejrůznější monstra. V literatuře je termín užíván pro groteskní a nesmyslné texty.

## Historie
Drolerie v románském středověku představují alegorické zobrazení zápasu dobra se zlem. V západoevropské ilustraci se objevují od první poloviny 13. století a kolem roku 1250 v pařížských iluminátorských dílnách. Odtud se rozšířily na sever Francie, do Flander a Anglie a kolem roku 1300 také do Německa a Itálie. Koncem středověku v nich převažuje lidovost a mnohdy i kritičnost k církvi. Byly populární až do konce 15. století a objevovaly se i v renesanci. Po vynálezu knihtisku využívali tiskaři služby profesionálních iluminátorů, kteří barevnými droleriemi dodatečně obohacovali prvotisky a řídce též ještě staré tisky. V Anglii byly jako drolerie označovány specifické žánrové malby 18. století, zejména díla zlatého věku holandské malby, inspirovaná středověkými iluminacemi.

## Témata
Drolerie ilustrují jako humorný či kritický doprovod okraje nejrůznějších středověkých rukopisů. Obvykle neměly žádný smysl, ale ilustrují jeden z nejvíce fascinujících aspektů středověké kultury, který na hranici závažnosti a důležitých událostí vyjadřoval nespoutanou svobodu myšlení. Nejčastěji zobrazují fantastické bytosti a monstra, vytvořená jako hybridy různých zvířat nebo lidí a zvířat, či zvířat a rostlin nebo neživých věcí. Mohou to být např. obrázky kohouta s lidskou hlavou, psa s lidskou maskou, lučištníka s rybím tělem, nebo draka s křídly a sloní hlavou na zádech. Jindy zobrazují zvířata, která vykonávají lidské činnosti. Někdy se tematicky vztahují k textu rukopisu a větším miniaturám, ale většinou zobrazují profánní scény, které s textem nesouvisejí, např. ze života šlechty, mnichů nebo vesničanů. Jsou mimo jiné bohatým zdrojem informací o běžném životě lidí ve středověku.

### Knihy drolerií
Jeden z anglických středověkých rukopisů The Croy Hours je pro množství drolerií nazýván „The Book of Drolleries“. Ze stejné doby pochází kniha hodinek – Taymouth Hours (1325–1335), rovněž zdobená droleriemi. Dalším rukopisem bohatě zdobeným droleriemi je pergamenový Žaltář Geoffrey Luttrella (Luttrell Psalter) z let 1320–1340. Jiným příkladem je rukopis „Li romans d'Alixandre“ (historie Alexandra Velikého) z let 1338–1344, s množstvím scén vlámského miniaturisty Jehana de Grise, který krásně dokumentuje každodenní život ve středověku. Vlámští malíři Gerard Horenbout, Simon Bening a Gerard David ještě na počátku 16. století ilustrovali droleriemi knihu De Croÿ getijden, nazývanou „Boek van de drôlerieën“ (Kniha drolerií).

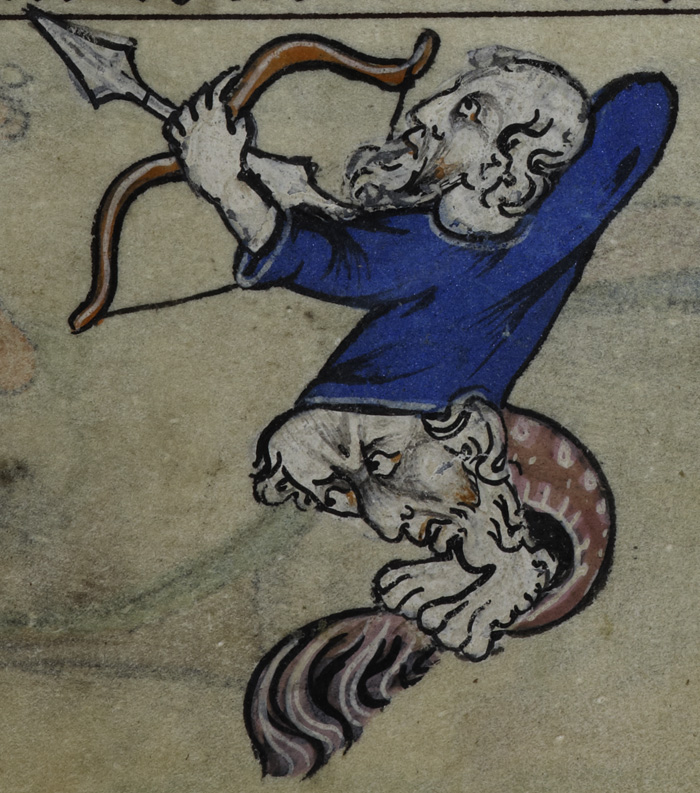
Maastricht Book of Hours (1300-1325)
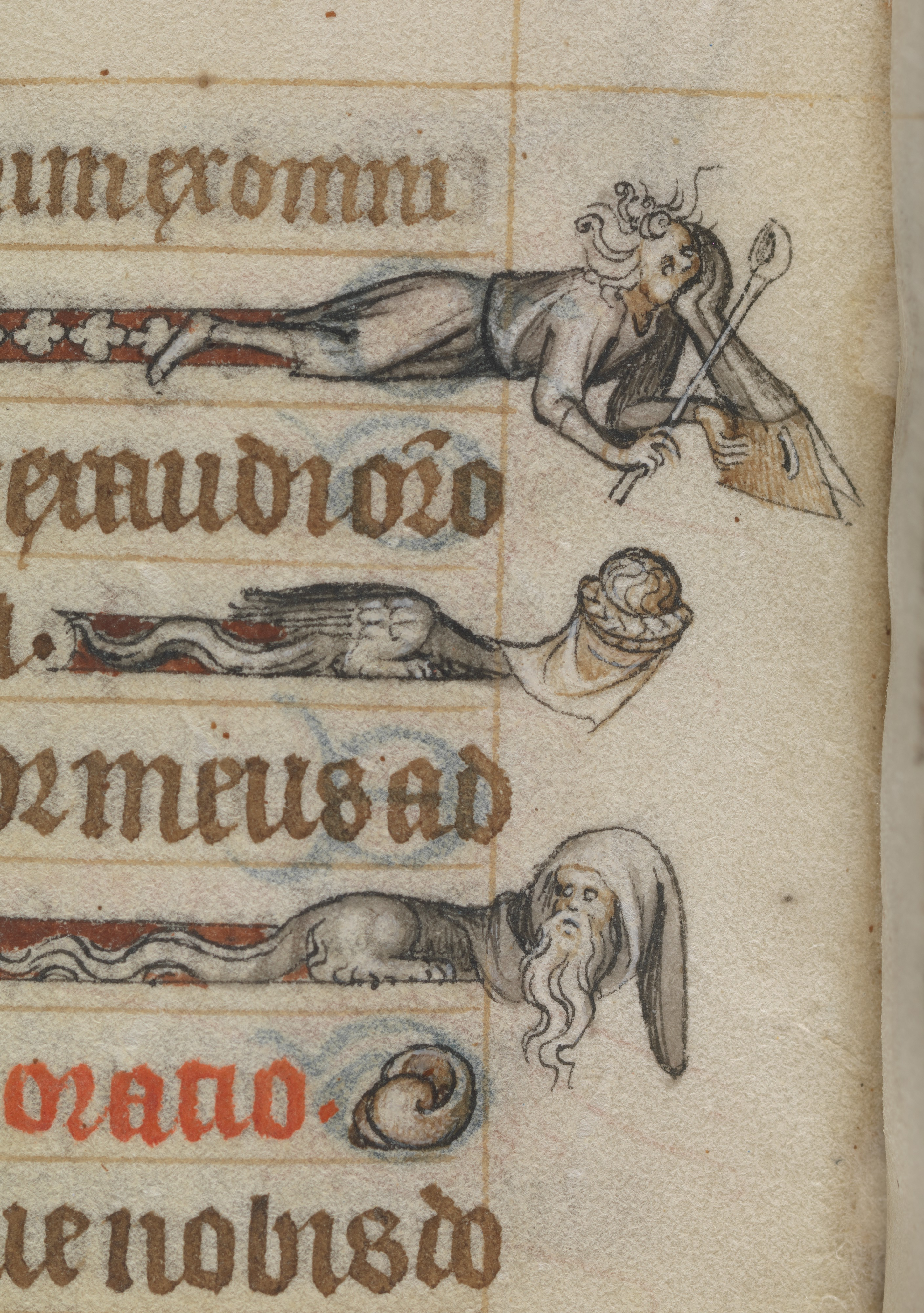
Jean Pucelle: The Hours of Jeanne d´Evreux (1324-1328)
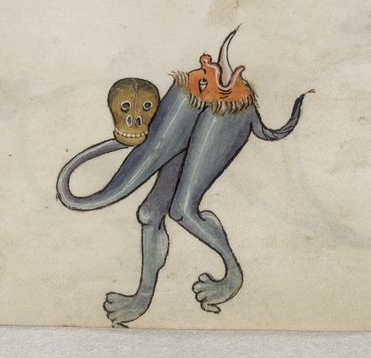
groteskní figura, Luttrell Psalter (1320-1340)
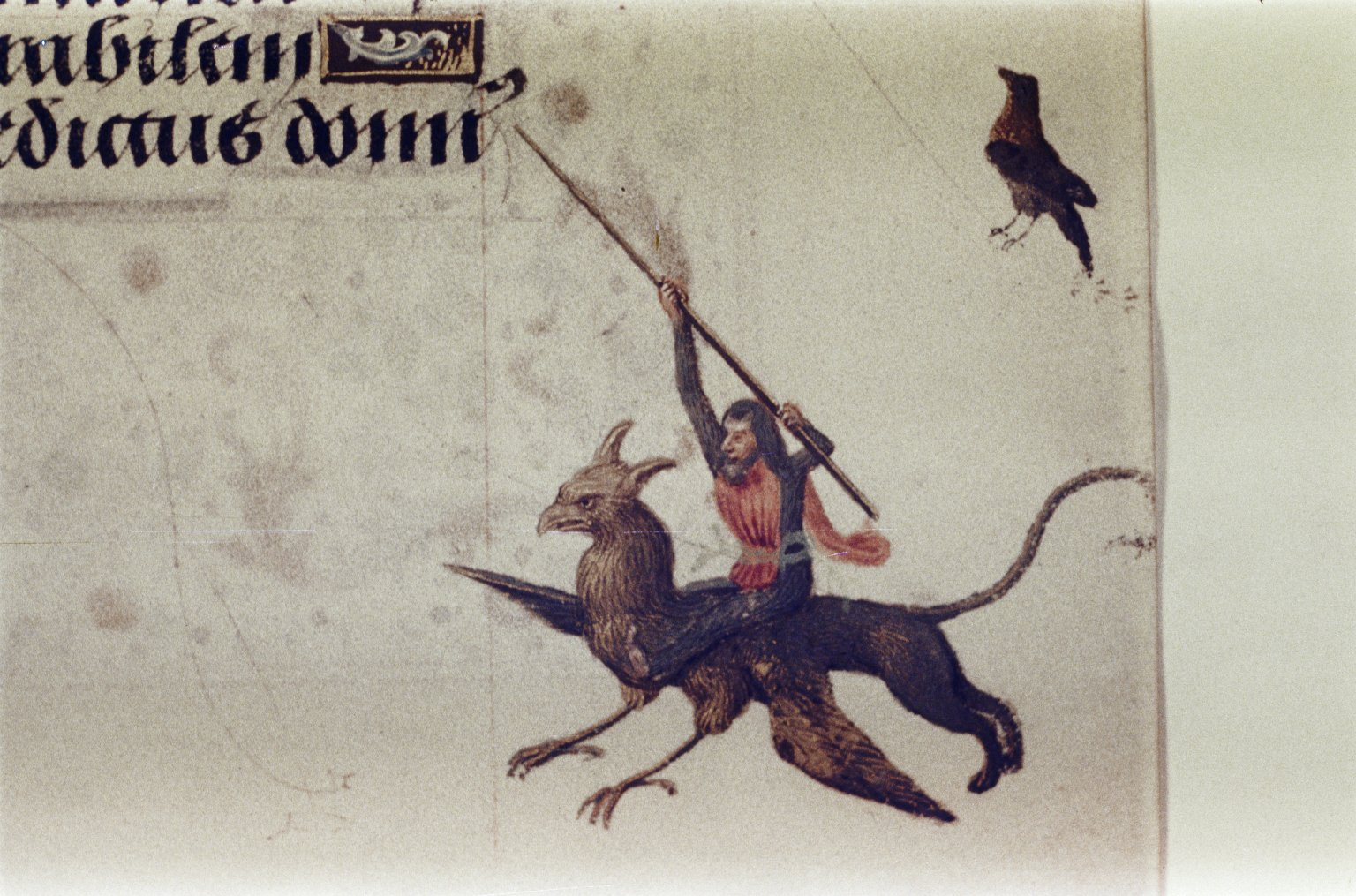
kniha hodinek Engelberta z Nassau (1475-1480)
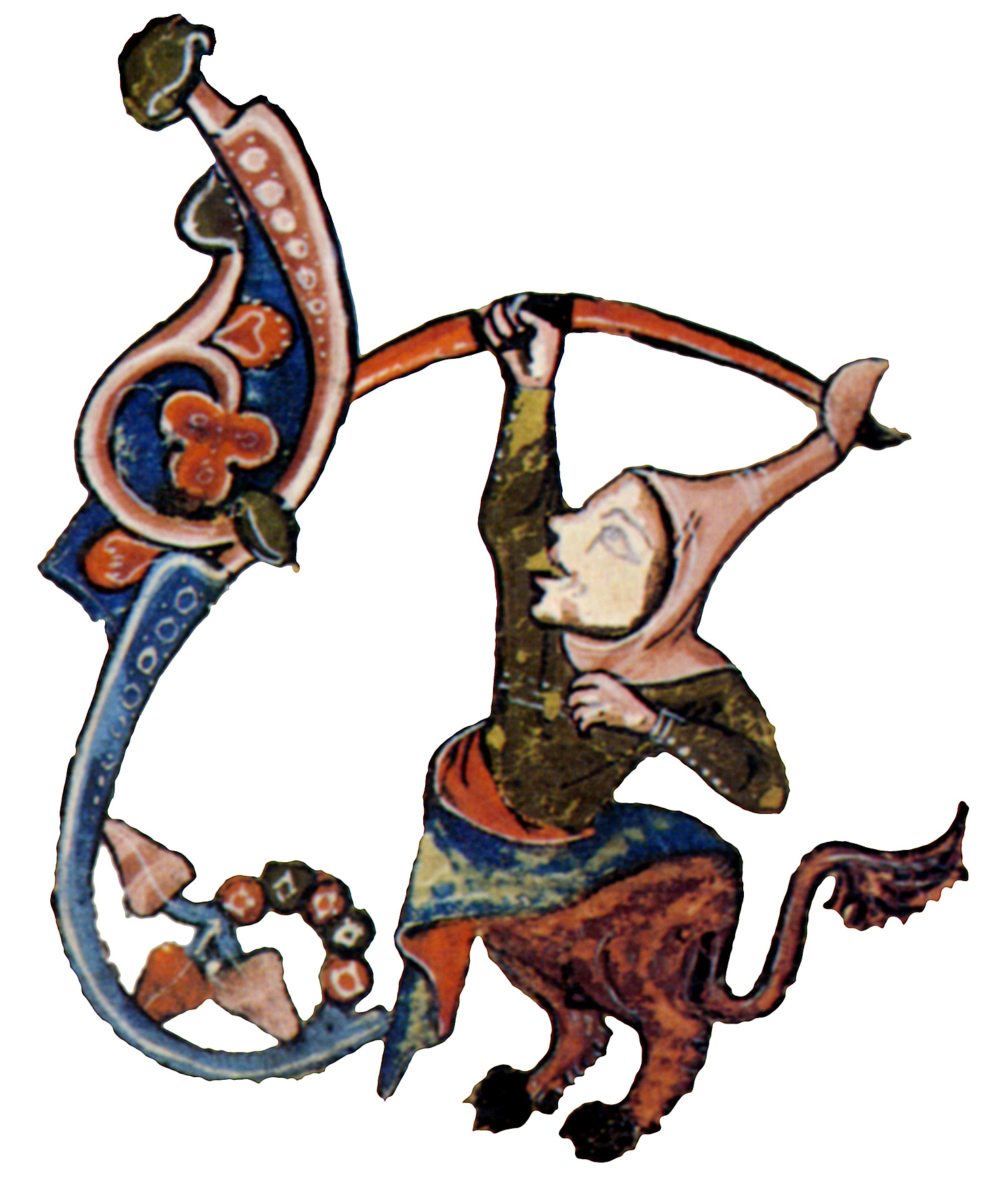
drolerie, The Rylands Haggadah (1575)